# Sílvia Comes
Sílvia Comes (Barcelona, 9 de junio de 1965) es una cantante española en lengua castellana y en lengua catalana en el ámbito de la canción de autor y la poesía.

## Trayectoria artística
La cantautora de El Prat de Llobregat Sílvia Comes inició su actividad artística colaborando con la Compañía Teatre Kaddish cantando al poeta Luis Cernuda, en La Cuina de l'antic Institut del Teatre. Colabora con  Lluís Llach al que acompañará en sus giras Un núvol blanc y Un pont de mar blava, en ésta cantando en griego.
En 1995 Comes forma dúo artístico junto a la cantante Lídia Pujol presentando a mediados de los años noventa el espectáculo bilingüe Saps el conte dels dos suïcides? con textos de autores de la generación beat, de Jaime Gil de Biedma y Luis Cernuda. Discográficamente graban dos trabajos aclamados por crítica y público: el primero es Sílvia Comes & Lídia Pujol (Picap, 1998) con textos propios y poemas musicados de escritores como Jaime Gil de Biedma, Luis Cernuda y Allen Ginsberg y en el segundo: Al entierro de una hoja seca van dos caracoles (Picap, 2000) con nueve temas en castellano y tres en catalán con música de Sílvia Comes. Con este formato a dúo es reconocida artísticamente.
Comes ha participado en espectáculos de teatro y conciertos colectivos como en el homenaje a Carles Sabater, ha colaborado como compositora, productora, arreglista o cantante con otros artistas como Pedro Guerra, Jackson Browne, Ester Formosa (en 2000 compone la música de 7 de los 10 temas del disco La casa solitaria de Ester Formosa, así como los arreglos y producción junto a Maurici Villavecchia), y con Sopa de Cabra o Luis Eduardo Aute, en su disco Intemperie con la canción Quiéreme. 
Sílvia Comes vuelve en 2007 al ruedo discográfico con su disco Faro, su primer disco en solitario tras un paréntesis de más de siete años, una propuesta íntima que pretende compartir con el público pensamientos y emociones comunes y que nos trae a modo de rayos de luz: Faro, disco fue producido por Gonzalo Lasheras. También en 2007 participó en un disco homenaje colectivo a Lluís Llach (Homenatge a Lluís Llach. Si véns amb mi) interpretando el tema Amor particular.
En 2013 se estrena "Aparaulades" (Apalabradas), un espectáculo poético y musical junto a Sílvia Bel Fransi, con poemas musicados de Teresa Pascual, José Agustín Goytisolo, Gabriel Ferrater, Felícia Fuster, Luis Cernuda, Jaime Gil de Biedma, Pedro Salinas, María Rosal y Sílvia Bel Fransi. Sílvia Comes canta, acompaña con la guitarra sus creaciones sobre los poemas y recita. Hacen diferentes versiones del espectáculo como el titulado Aparaulades amb les dones (Apalabradas con las mujeres) o el dedicado a Salvador Espriu: Aparaulades amb Espriu durante el Año Espriu (2013) o en 2014 Esperit de Vinyoli, en el centenario del poeta Joan Vinyoli.
Dando continuidad a su intensa relación y su especial interés por la poesía, también en 2013 Comes idea un espectáculo en el que le pone música a la poesía de Gloria Fuertes, reivindicando su faceta más profunda y poco difundida como escritora para adultos. En "Fuertes", Sílvia Comes se acompaña en directo al piano por Mauricio Villavecchia y a la percusión por Fani Fortet, Lluís Ribalta o Dick Them, entre otros. Con su concierto de presentación de esta propuesta (21 de marzo de 2013 - Festival BarnaSants) gana el Premio BarnaSants 2013, también abre el Festival Womad de Cáceres con este mismo espectáculo y en la primavera de 2014 edita el disco con estas nuevas canciones: "Fuertes", presentado a su vez en directo en el Festival Barnasants 2014 en concierto el 30 de marzo de 2014 en el Auditorio Barradas de Hospitalet de Llobregat (Barcelona)..
En el 2015 recibe el premio Bianca D'Aponte, el más importante de Italia para las cantautoras, en su primera edición internacional. El premio se le concede por su trabajo con la obra de mujeres poetas, especialmente por el espectáculo y CD Fuertes. También en 2015, presenta e inicia su proyecto Comes Love con el que celebra sus 30 años de profesión en los escenarios. El juego con su apellido Comes, le permite presentar muchas de las canciones de amor que ha ido diciendo a lo largo de su carrera, canciones sobre las poetas y los poetas, y sus propios textos: Comes Love (Llega el amor). 
En 2017 forma parte del proyecto Les Kol·lontai, junto a Ivette Nadal, Montse Castellà y Meritxell Gené, un cuarteto vocal producido por el festival Barnasants creado en homenaje a la feminista  revolucionaria rusa Alexandra Kol·lontai, pionera en la política y la defensa de los derechos de las mujeres. En 2019 graba junto al cantautor Joan Isaac  el disco de homenaje a Silvio Rodríguez: Cita amb àngels, con adaptaciones en catalán de algunas de sus canciones. En 2021, el Festival Barnasants homenajea a Guillermina Motta con el concierto colectivo "Una bruixa com nosaltres" bajo la dirección de Sílvia Comes, que se une a las voces de Laura Simó, Anna Roig y Mone Teruel en el Teatro Joventut de Hospitalet de Llobregat, concierto que es editado en disco en 2022 por Discmedi.
En 2022 publica el disco Felícia, con el que rinde homenaje en su centenario a la poetisa Felícia Fuster, con diez poemas que Sílvia Comes convierte en canción.

## Discografía
- Sílvia Comes & Lídia Pujol (1998), a dúo con Lídia Pujol.
- Al entierro de una hoja seca van dos caracoles (2000), a dúo con Lídia Pujol.
- Faro (2007), primer disco en solitario.
- Fuertes (2014), segundo disco en solitario, dedicado a la poesía de Gloria Fuertes.
- Cançons Violeta (2018), con Les Kol.lontai
- Cita amb àngels (2019), tributo a Silvio Rodríguez, con el cantautor Joan Isaac.
- Felícia (2022), homenaje a la poetisa Felícia Fuster en su centenario.